# Wichmannsdorf (Boitzenburger Land)
Wichmannsdorf è una frazione del comune tedesco di Boitzenburger Land, nel Brandeburgo.

## Storia
Il 31 dicembre 2001 il comune di Wichmannsdorf venne fuso con i comuni di Berkholz, Boitzenburg, Buchenhain, Funkenhagen, Hardenbeck, Haßleben, Jakobshagen, Klaushagen e Warthe, formando il nuovo comune di Boitzenburger Land.

## Amministrazione
La frazione di Wichmannsdorf è amministrata da un "consiglio di frazione" (Ortsbeirat) di 3 membri.